# Avallon
|  | No s'ha de confondre amb Avalon. |

Avallon és un municipi francès, situat al departament del Yonne i a la regió de Borgonya - Franc Comtat. És la subprefectura del districte i la capçalera del cantó homònim.
Vegeu també: Comtat d'Avallon

## Geografia
Es troba dins la vall del riu Cousin. Disposa d'accés a l'autopista A6 -que passa a 8 km a l'est del poble, així com de l'estació de ferrocarril i d'un aeròdrom.

## Localització
La ciutat es troba a una altitud compresa entre 163 et 369 metres, la ciutat d'Avallon s'establí a partir dels turons que coronen la vall del Cousin.
D'una superfície 26,75 km², Avallon est ciutat situada dins un espai natural. Avallon limita al nord amb els municipis d'Etaule, d'Annéot i d'Annay-la-Côte; a l'est amb el de Magny; al sud amb Saint-Germain-des-Champs; i a l'oest amb Pontaubert i Vault-de-Lugny.
L'estació d'Avallon està connectada amb les d'Auxerre, Laroche-Migennes et Paris-Bercy amb trens directes.

## Història
El lloc fou ocupat per un castrum gal, del poble hedu (en latí haedui). Fou durant molt de temps una important plaça forta.

## Demografia
| 1936 | 1954 | 1962 | 1968 | 1975 | 1982 | 1990 | 1999 |
| ---- | ---- | ---- | ---- | ---- | ---- | ---- | ---- |
| 5848 | 5497 | 5976 | 6846 | 8814 | 8904 | 8617 | 8217 |

## Llocs i monuments
Avallon conserva, a més dels edificis religiosos, nombrosos elements de les fortificacions establides fins al segle xvii, ja que es tractava d'una plaça forta de certa importància.

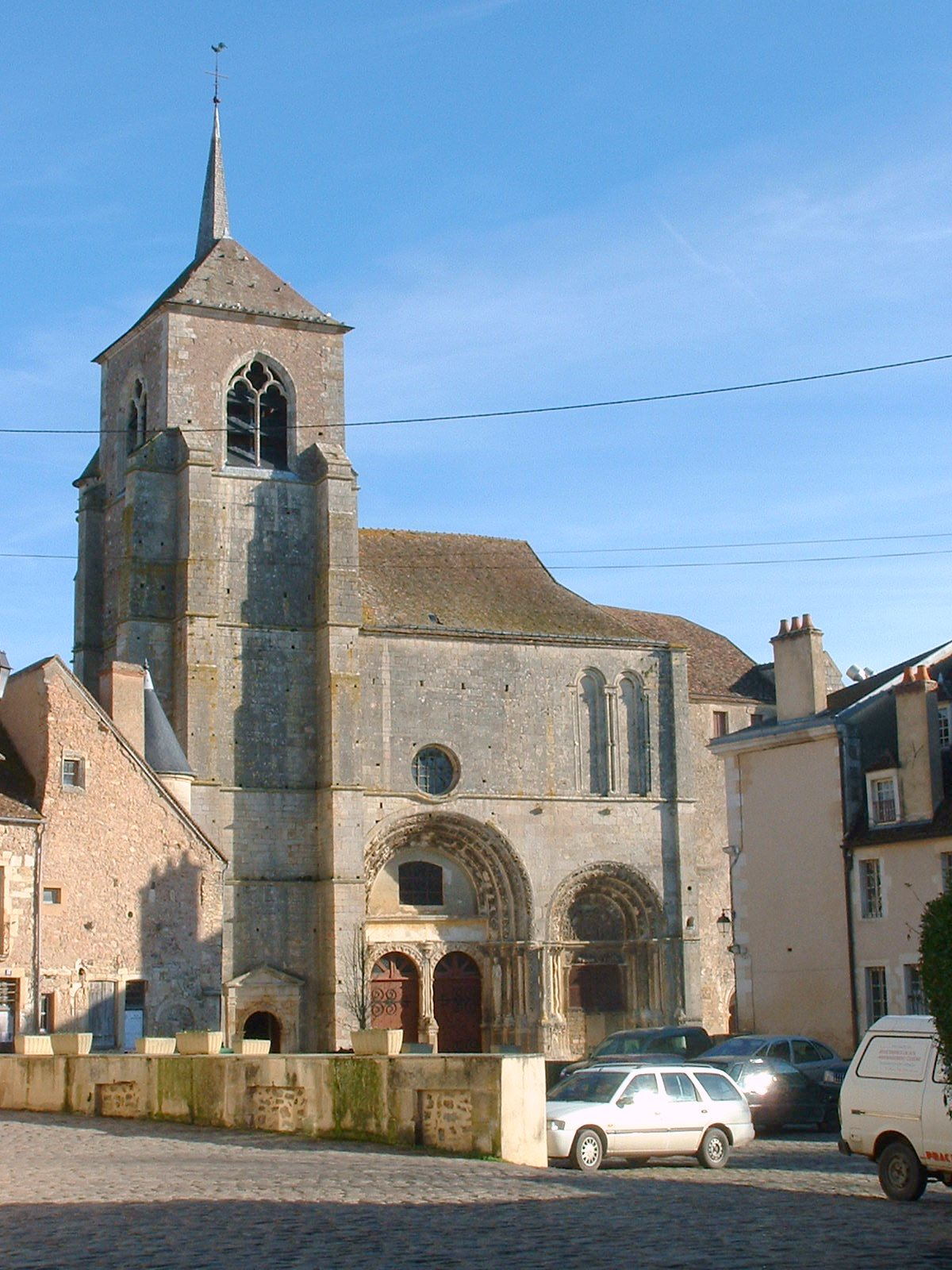
Església St-Lazare
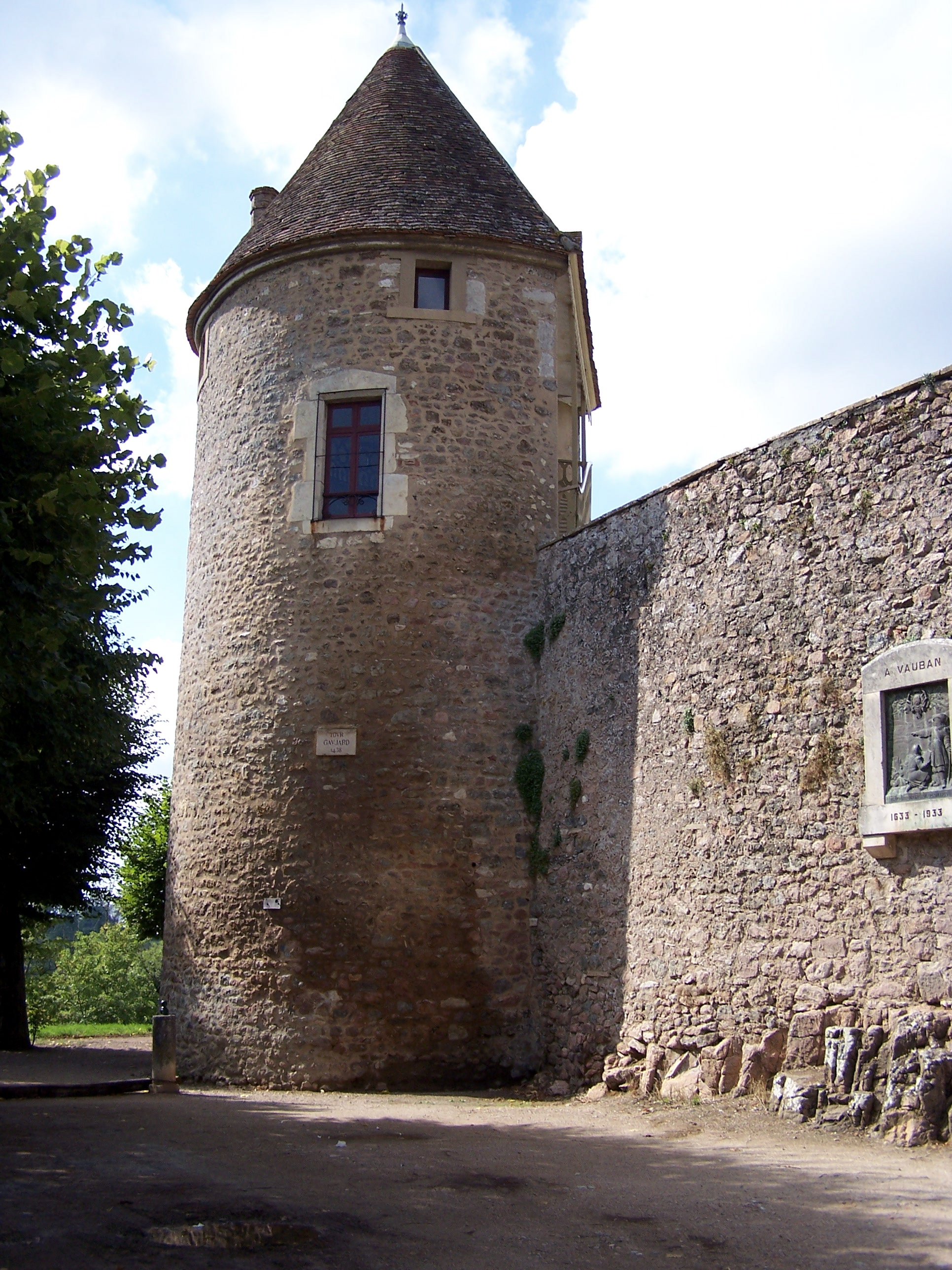
Torre Gaujard, 1438
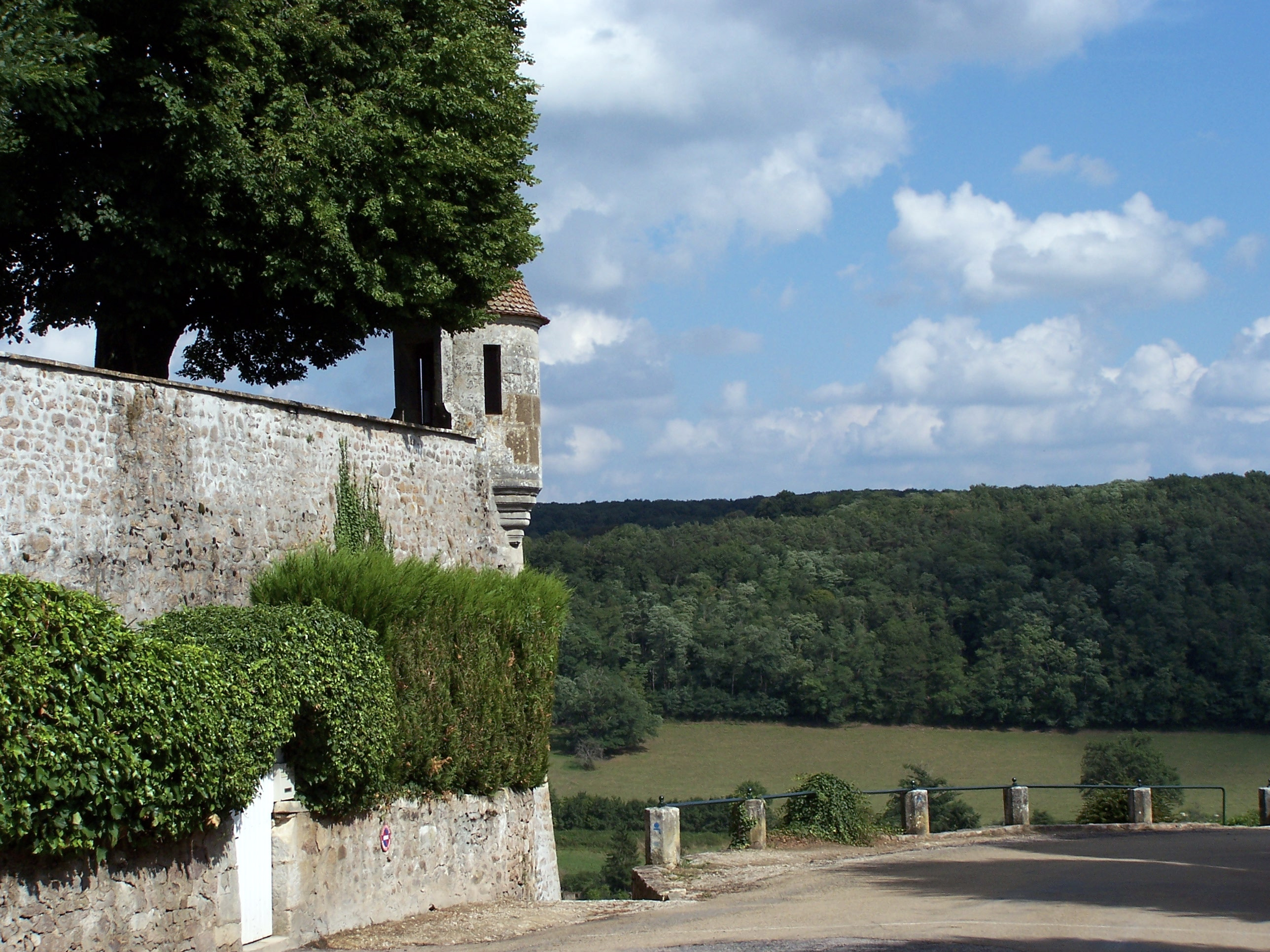
Bastió de la petite porte, 1590
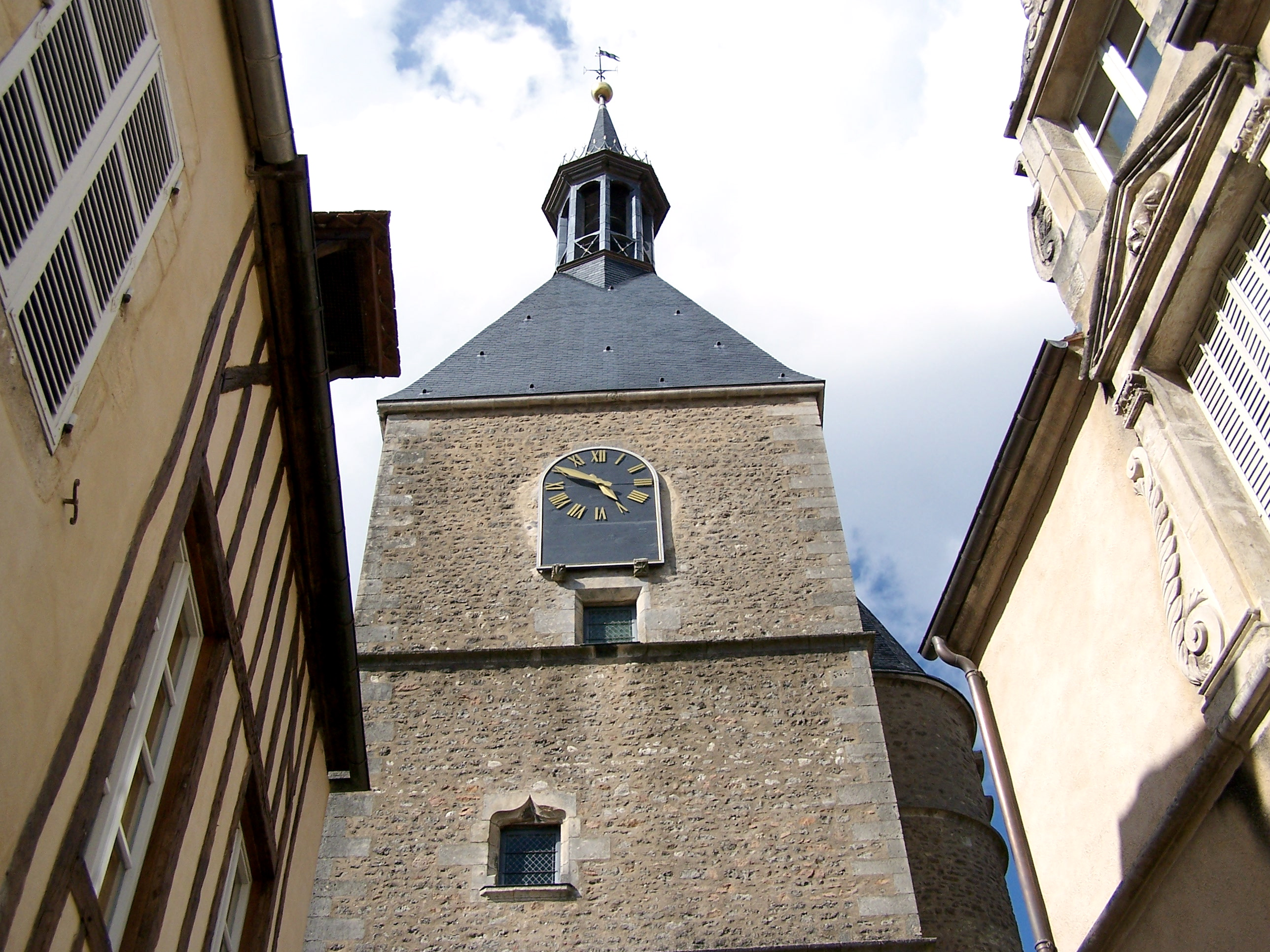
Torre de l'Horloge

## Panoràmica

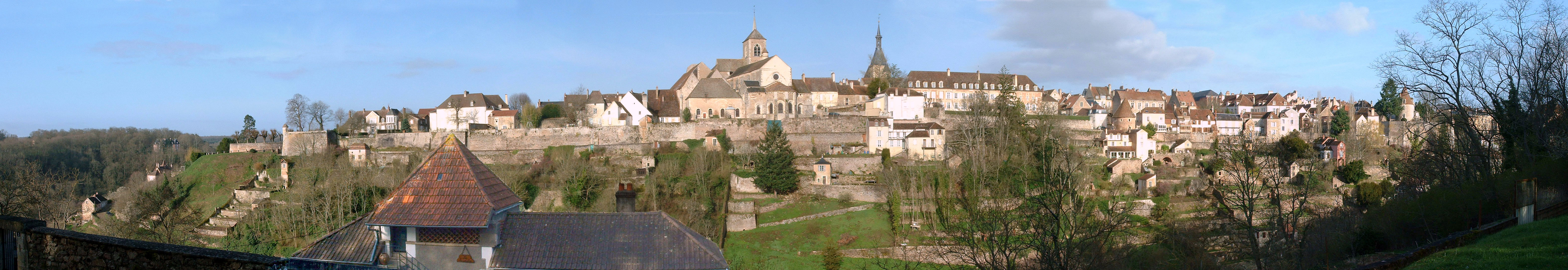
Vista d'Avallon i de l'Ésglésia Saint-Lazare

## Agermanaments
- Pepinster (Bèlgica)
- Cochem (Alemanya)
- Tenterden (Regne Unit)
- Saku (Japó)

## Altres
- Se pot confondre amb l'illa d'Avalon, de la llegenda artúrica